# Élections sénatoriales bhoutanaises de 2018
Des élections sénatoriales ont lieu le 20 avril 2018 afin de choisir pour cinq ans les membres du Conseil national du Bhoutan. L'ensemble des candidats se présentent en indépendants, comme exigé par la constitution. Sur les douze conseillers sortants se représentant dans leurs circonscriptions, cinq sont réélus, avec une participation globale en hausse de près de 10 %.

## Contexte
Au cours de la dernière législature, les « sages » du Conseil national surprennent en assumant progressivement le rôle de contre-pouvoir au gouvernement du Parti démocratique populaire, qui détient la majorité absolue à l'Assemblée nationale, à l'issue des élections législatives bhoutanaises de 2013 et en l'absence d'une véritable opposition. La chambre haute se pose ainsi en garde-fou à plusieurs projets de lois de la majorité à l'assemblée, dont le renouvellement est prévu pour novembre 2018.

## Mode de scrutin

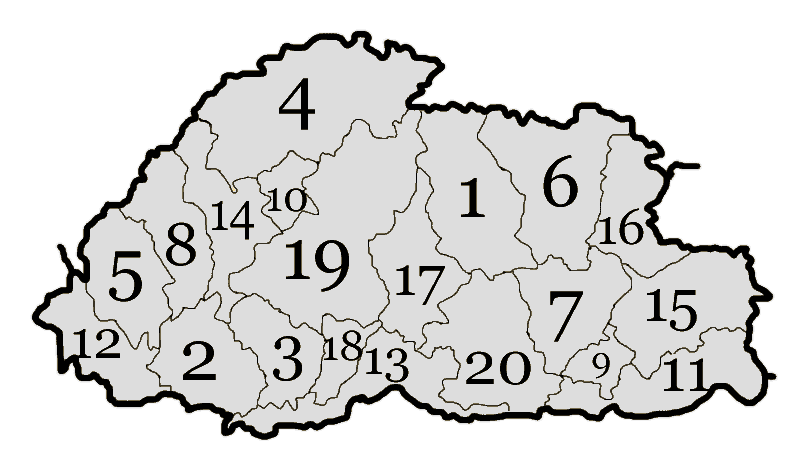
Les 20 circonscriptions du Conseil

Le Conseil national (Gyelyong Tshogde) est la chambre haute du Parlement du Bhoutan. Il est composé de vingt cinq sièges pourvus pour cinq ans dont vingt au scrutin uninominal majoritaire à un tour dans 20 circonscriptions correspondant aux Dzongkhags, les districts territoriaux du pays. Le roi du Bhoutan nomme les cinq autres membres pour la même durée. Il est interdit aux candidats d'être membre d'un parti politique. Ils doivent également avoir moins de 65 ans et être titulaires d'un diplôme d'études avancées d'un établissement universitaire ou autre reconnu. Il est fait recours à des machines à voter dans l'ensemble du pays, ce qui rend inexistants les votes blancs ou invalides.

## Campagne
Cent vingt sept candidats, en majorité issus des classes intellectuelles, se présentent face aux électeurs pour une charge qui demeure très respectée parmi la population. Le nombre de candidatures est presque multiplié par deux, soixante sept candidats s'étant présentés en 2013. La campagne se focalise en partie sur l’enseignement professionnel, dans un pays où l'éducation universelle gratuite est encore toute récente et où le chômage de 2,5 % à l'échelle nationale s'élève à 9 % chez les moins de 24 ans par manque de débouchés pour les diplômés du supérieur, la société bhoutanaise restant encore très rurale. 
Le principal sujet de campagne se porte cependant sur les questions économiques, avec en particulier la construction de nouveaux barrages hydroélectriques pour accompagner le développement du pays. Déjà l'un des principaux sujets lors des précédentes élections, le fort taux d'endettement, notamment auprès du voisin indien très impliqué dans ce secteur en tant que bailleur de fonds, et les retards de construction de plusieurs chantiers se placent au cœur de la campagne.
Selon Françoise Pommaret, directeur de recherche du CNRS et professeur associée à l'université royale du Bhoutan, dix ans après la mise en place d'une monarchie constitutionnelle dans le pays, « le scrutin est très ouvert cette année et la vitalité démocratique est réelle ».

## Résultats

### Nationaux
|                          |                          |                |                |        |  |  |  |  |  |
| Candidats                | Candidats                | Votes          | %              | Sièges |  |  |  |  |  |
|                          | Indépendants             | 234 535        | 100            | 20     |  |  |  |  |  |
|                          | Membres nommés           | Membres nommés | Membres nommés | 5      |  |  |  |  |  |
|                          |                          |                |                |        |  |  |  |  |  |
| Total                    | Total                    | 234 535        | 100            | 25     |  |  |  |  |  |
| Abstention               | Abstention               | 197 495        | 45,71          |        |  |  |  |  |  |
| Inscrits / participation | Inscrits / participation | 432 030        | 54,29          |        |  |  |  |  |  |

### Par circonscription
| Dzongkhag              | Candidats               | Voix    | %     | Résultat |
| ---------------------- | ----------------------- | ------- | ----- | -------- |
| Bumthang               | Nima                    | 3,513   | 59,22 | Réélu    |
| Bumthang               | Kencho Tshering         | 2419    | 40,78 |          |
|                        |                         |         |       |          |
| Chukha                 | Sangay Dorji            | 5079    | 33,71 | Élu      |
| Chukha                 | Hem Kumar Ghalley       | 3534    | 23,46 |          |
| Chukha                 | Tshewang Lhamo          | 2458    | 16,31 |          |
| Chukha                 | Kinlay Dorji            | 1725    | 11,45 |          |
| Chukha                 | Pema Tenzin             | 1586    | 10,53 | Battu    |
| Chukha                 | Damcho Gyeltshen        | 684     | 4,54  |          |
|                        |                         |         |       |          |
| Dagana                 | Surjaman Thapa          | 2636    | 18,89 | Élu      |
| Dagana                 | Birendra Chimoria       | 2394    | 17,15 |          |
| Dagana                 | Dawa Rigyel             | 1975    | 14,15 |          |
| Dagana                 | Kinzang Gyaltshen       | 1115    | 7,99  |          |
| Dagana                 | Tenzin Samdrup          | 1107    | 7,93  |          |
| Dagana                 | Suraj Pradhan           | 1091    | 7,82  |          |
| Dagana                 | San Man Gurung          | 1060    | 7,59  |          |
| Dagana                 | Birkha Bdr, Subba       | 925     | 6,63  |          |
| Dagana                 | Sangay Thinley          | 853     | 6,11  |          |
| Dagana                 | Wangdi                  | 801     | 5,74  |          |
|                        |                         |         |       |          |
| Gasa                   | Dorji Khandu            | 547     | 36,20 | Élu      |
| Gasa                   | Phurb Dorji             | 528     | 34,94 |          |
| Gasa                   | Kinley Dorji            | 436     | 28,86 |          |
|                        |                         |         |       |          |
| Haa                    | Ugyen Namgay            | 1730    | 34,20 | Élu      |
| Haa                    | Tshering Dorji          | 1573    | 31,09 | Battu    |
| Haa                    | Ngawang Tobgay          | 994     | 19,65 |          |
| Haa                    | Tobgay                  | 762     | 15,06 |          |
|                        |                         |         |       |          |
| Lhuntse                | Tempa Dorji             | 2569    | 32,58 | Réélu    |
| Lhuntse                | Rinzin Rinzin           | 2149    | 27,25 |          |
| Lhuntse                | Jurme Tenzin            | 1378    | 17,48 |          |
| Lhuntse                | Kinga Penjor            | 1043    | 13,23 |          |
| Lhuntse                | Tenzin Jurmey           | 746     | 9,46  |          |
|                        |                         |         |       |          |
| Mongar                 | Sonam Pelzom            | 2406    | 13,47 | Élu      |
| Mongar                 | Tshering Wangchen       | 2234    | 12,51 |          |
| Mongar                 | Sonam Wangchuk          | 2129    | 11,92 | Battu    |
| Mongar                 | Naichu                  | 2097    | 11,74 |          |
| Mongar                 | Jamyang Loday           | 1509    | 8,45  |          |
| Mongar                 | Yeshi Lhendup           | 1436    | 8,04  |          |
| Mongar                 | Pema Dorji              | 1304    | 7,30  |          |
| Mongar                 | Neten Zangmo            | 1219    | 6,82  |          |
| Mongar                 | Rinchen Dorji           | 1052    | 5,89  |          |
| Mongar                 | Ugyen Dorji             | 704     | 3,94  |          |
| Mongar                 | Chimi Dorji             | 673     | 3,77  |          |
| Mongar                 | Tshering Penjor         | 589     | 3,30  |          |
| Mongar                 | Ugyen Tshering          | 511     | 2,86  |          |
|                        |                         |         |       |          |
| Paro                   | Ugyen Tshering          | 4763    | 43,41 | Élu      |
| Paro                   | Sonam Tashi             | 2491    | 22,70 |          |
| Paro                   | Dawchu                  | 1101    | 10,03 |          |
| Paro                   | Ugyen Dorji             | 985     | 8,98  |          |
| Paro                   | Jangchub Dorji          | 945     | 8,61  |          |
| Paro                   | Chencho Dorji           | 688     | 6,27  |          |
|                        |                         |         |       |          |
| Pemagatshel            | Choining Dorji          | 3846    | 30,21 | Élu      |
| Pemagatshel            | Sonam Dhendup           | 3583    | 28,14 |          |
| Pemagatshel            | Sherig Dentshog         | 2133    | 16,75 |          |
| Pemagatshel            | Sangay Wangchuk         | 1821    | 14,30 |          |
| Pemagatshel            | Jamtsho                 | 1349    | 10,60 |          |
|                        |                         |         |       |          |
| Punakha                | Lhaki Dolma             | 2333    | 23,29 | Élu      |
| Punakha                | Tshencho Wangdi         | 1511    | 15,08 |          |
| Punakha                | Namgay Wangchuk         | 1471    | 14,68 |          |
| Punakha                | Sonam                   | 1267    | 12,65 |          |
| Punakha                | Kinley Wangchuk         | 1207    | 12,05 |          |
| Punakha                | Dechen Zangmo           | 995     | 9,93  |          |
| Punakha                | Dechen Thaiye Dorji     | 727     | 7,26  |          |
| Punakha                | Rinchen Dorji           | 507     | 5,06  |          |
|                        |                         |         |       |          |
| Samdrup Jongkhar       | Jigme Wangchuk          | 4101    | 30,18 | Réélu    |
| Samdrup Jongkhar       | Kelzang Phuntsho        | 2989    | 22,00 |          |
| Samdrup Jongkhar       | Tshelthrim Dukar        | 2674    | 19,68 |          |
| Samdrup Jongkhar       | Ugyen Dorji             | 1635    | 12,03 |          |
| Samdrup Jongkhar       | Tshewang Tenzin         | 1105    | 8,13  |          |
| Samdrup Jongkhar       | Sangay Tenzin           | 1085    | 7,98  |          |
|                        |                         |         |       |          |
| Samtse                 | Tirtha Man Rai          | 6243    | 25,03 | Élu      |
| Samtse                 | Dhan Kumar Ghalley      | 4829    | 19,36 |          |
| Samtse                 | Ugyen Lama              | 4324    | 17,33 |          |
| Samtse                 | Ngawang Nidup           | 2045    | 8,20  |          |
| Samtse                 | Samten Lepcha           | 1833    | 7,35  |          |
| Samtse                 | Badrinath Bhattarai     | 1826    | 7,32  |          |
| Samtse                 | Shadeo Rai              | 1758    | 7,05  |          |
| Samtse                 | Chhatrapati Phuyel      | 1289    | 5,17  |          |
| Samtse                 | Narayan Dahal           | 800     | 3,21  |          |
|                        |                         |         |       |          |
| Sarpang                | Anand Rai               | 4278    | 24,41 | Élu      |
| Sarpang                | Pema Tashi              | 3736    | 21,32 |          |
| Sarpang                | Tshering Norbu          | 3590    | 20,49 |          |
| Sarpang                | Dhan Bdr, Monger        | 2455    | 14,01 | Battu    |
| Sarpang                | Ugyen Tshering Dorji    | 1743    | 9,95  |          |
| Sarpang                | Tshering Penjor         | 868     | 4,95  |          |
| Sarpang                | Khari Lal Gurung        | 854     | 4,87  |          |
|                        |                         |         |       |          |
| Thimphou               | Tshewang Rinzin         | 2117    | 27,80 | Élu      |
| Thimphou               | Tshokey Dorji           | 1936    | 25,43 |          |
| Thimphou               | Nima Gyeltshen          | 1586    | 20,83 | Battu    |
| Thimphou               | Sangay Tshering         | 1214    | 15,94 |          |
| Thimphou               | Leki Tshering           | 761     | 9,99  |          |
|                        |                         |         |       |          |
| Trashigang             | Lhatu                   | 4284    | 20,53 | Élu      |
| Trashigang             | Jamyang                 | 3974    | 19,04 |          |
| Trashigang             | Sonam Tobgay R          | 3867    | 18,53 |          |
| Trashigang             | Ugyen Dorji             | 3557    | 17,05 |          |
| Trashigang             | Chheki Wangchuk         | 2494    | 11,95 |          |
| Trashigang             | Pema Wangda             | 1404    | 6,73  |          |
| Trashigang             | Ugyen Phuntsho          | 1288    | 6,17  |          |
|                        |                         |         |       |          |
| Trashiyangtse          | Karma Gyeltshen         | 1952    | 21,80 | Élu      |
| Trashiyangtse          | Thinley                 | 1833    | 20,47 |          |
| Trashiyangtse          | Phurpa Gyeltshen        | 1799    | 20,09 |          |
| Trashiyangtse          | Ngawang Tashi           | 1524    | 17,02 |          |
| Trashiyangtse          | Sonam Tenzin            | 1221    | 13,64 |          |
| Trashiyangtse          | Tashi Phuntsho          | 625     | 6,98  | Battu    |
|                        |                         |         |       |          |
| Trongsa                | Tashi Samdrup           | 2309    | 40,81 | Élu      |
| Trongsa                | Tharchen                | 2005    | 35,44 | Battu    |
| Trongsa                | Gyem Dorji              | 1344    | 23,75 |          |
|                        |                         |         |       |          |
| Tsirang                | Dhan Kumar Sunwar       | 2825    | 21,03 | Élu      |
| Tsirang                | Nado Rinchen            | 1401    | 10,43 |          |
| Tsirang                | Nim Karma Sherpa        | 1352    | 10,06 |          |
| Tsirang                | Kencho Wangmo           | 1117    | 8,31  |          |
| Tsirang                | Ramesh Chhetri Bhandari | 1105    | 8,22  |          |
| Tsirang                | Lok Nath Tiwari         | 1100    | 8,19  |          |
| Tsirang                | Tashi Norbu             | 945     | 7,03  |          |
| Tsirang                | Tara Bir Ch0wan         | 855     | 6,36  |          |
| Tsirang                | Sangay Tamang           | 770     | 5,73  |          |
| Tsirang                | Hom Nath Thapa          | 712     | 5,30  |          |
| Tsirang                | Migma Dorji Lama        | 674     | 5,02  |          |
| Tsirang                | Sonam Tobgay            | 579     | 4,31  |          |
|                        |                         |         |       |          |
| Wangdue Phodrang       | Tashi Dorji             | 4995    | 41,12 | Réélu    |
| Wangdue Phodrang       | Passang Thrinlee        | 3751    | 30,88 |          |
| Wangdue Phodrang       | Dawa Tshering           | 1618    | 13,32 |          |
| Wangdue Phodrang       | Rada Wangchuk           | 1357    | 11,17 |          |
| Wangdue Phodrang       | Thinley                 | 427     | 3,51  |          |
|                        |                         |         |       |          |
| Zhemgang               | Pema Dakpa              | 2639    | 29,98 | Réélu    |
| Zhemgang               | Dorji Cheten            | 2182    | 24,79 |          |
| Zhemgang               | Sonam Leki              | 1894    | 21,52 |          |
| Zhemgang               | Rinchen                 | 1217    | 13,83 |          |
| Zhemgang               | Sangay Dorji            | 870     | 9,88  |          |
|                        |                         |         |       |          |
| Total                  | Total                   | 234 535 | 100   |          |
| Inscrits/Participation | Inscrits/Participation  | 432 030 | 54,29 |          |

## Analyse
La participation connait une hausse notable, passant de 45,15 à 54,29 %. La baisse de celle-ci en 2013 avait été remarquée, poussant à une réforme de la loi électorale. Cette dernière imposait en effet aux électeurs de voter dans les bureaux de vote de leur lieu de naissance. Or, une grande partie de la population a émigré pour travailler dans la capitale et les grandes villes, et les distances de déplacement s'avéraient pousser à l'abstention. Pour les élections de 2018, suivant les conseils d'un rapport sur le sujet, le gouvernement met en place la possibilité d'un vote postal. De même, des bureaux de vote mobiles sillonnent le pays. 
Ainsi, sur les 234 535 votants, 169 623 ont utilisé les bureaux de vote ordinaires, et 64 912 le vote postal ou les bureaux mobiles.
Les élections de 2018 sont également remarquées pour le retour d'une présence de femmes élues au conseil. En 2013, aucune n'avait remporté le vote populaire, tandis que deux étaient nommées par le roi. Cinq ans plus tard, après des campagnes de sensibilisation, deux femmes sont élues dans les Dzongkhag de Mongar et Punakha.
Enfin, le Conseil national connait un important renouvellement, avec trois quarts de nouveaux élus, seuls cinq des douze conseillers sortants ayant été reconduits par les électeurs. L'âge moyen des vingt conseillers est ainsi de quarante ans, allant de 31 à 54 ans. L'origine professionnelle est également variée, avec des professeurs, entrepreneurs, hauts fonctionnaires, avocats, un acteur et un journaliste.